# Alexandre Anglade
Pour les articles homonymes, voir Anglade (homonymie).
Pierre Alexandre Anglade né le 2 mars 1860 à Toulouse et mort à Villemeux-sur-Eure le 12 avril 1903 est un sculpteur français. 

## Biographie
Alexandre Anglade est élève aux Beaux-Arts de Paris dans les ateliers de François Jouffroy et d'Alexandre Falguière. Il commence à exposer au Salon en 1881 et obtient une troisième médaille, en 1891, avec une statue en plâtre, Pro Fide, dont le marbre fut commandé par l'État et est conservé au musée des Ursulines de Mâcon,.

### Décès accidentel
Parti pêcher dans l'Eure avec son ami peintre Ernest Hamel, Anglade tomba à l'eau et se noya.

## Œuvres
- Portrait de M. L. A…, buste en plâtre, Salon de 1881 (no 3579).
- M. le colonel M…, buste en plâtre, Salon de 1883 (no 3282).
- Portrait de M…, médaillon en plâtre, Salon de 1883 (no 3283).
- M. le colonel L…, buste en plâtre, Salon de 1885 (no 3293).
- M. F. G…, buste en plâtre, Salon de 1887 (no 3583).
- Mme la duchesse de L. M…, buste en plâtre, Salon de 1888 (no 3728).
- M. le marquis de L. M…, buste en plâtre, Salon de 1888 (no 3729).
- M. le marquis de L. M…, buste en plâtre, Salon de 1889 (no 3983).
- M. O…, buste en plâtre, Salon de 1890 (no 3456).
- Pro Fide, statue en plâtre, Salon de 1891 (no 2233). Le marbre de cette statue date de 1892 et appartient à l'État ; exposé au Salon de 1895 (no 2823) et à l'Exposition universelle de 1900 (no 7), il est conservé au musée des Ursulines de Mâcon[2],[3].
- Martyrs, groupe en plâtre, œuvre inachevée, Salon de 1903 (no 2491).